# Berghain

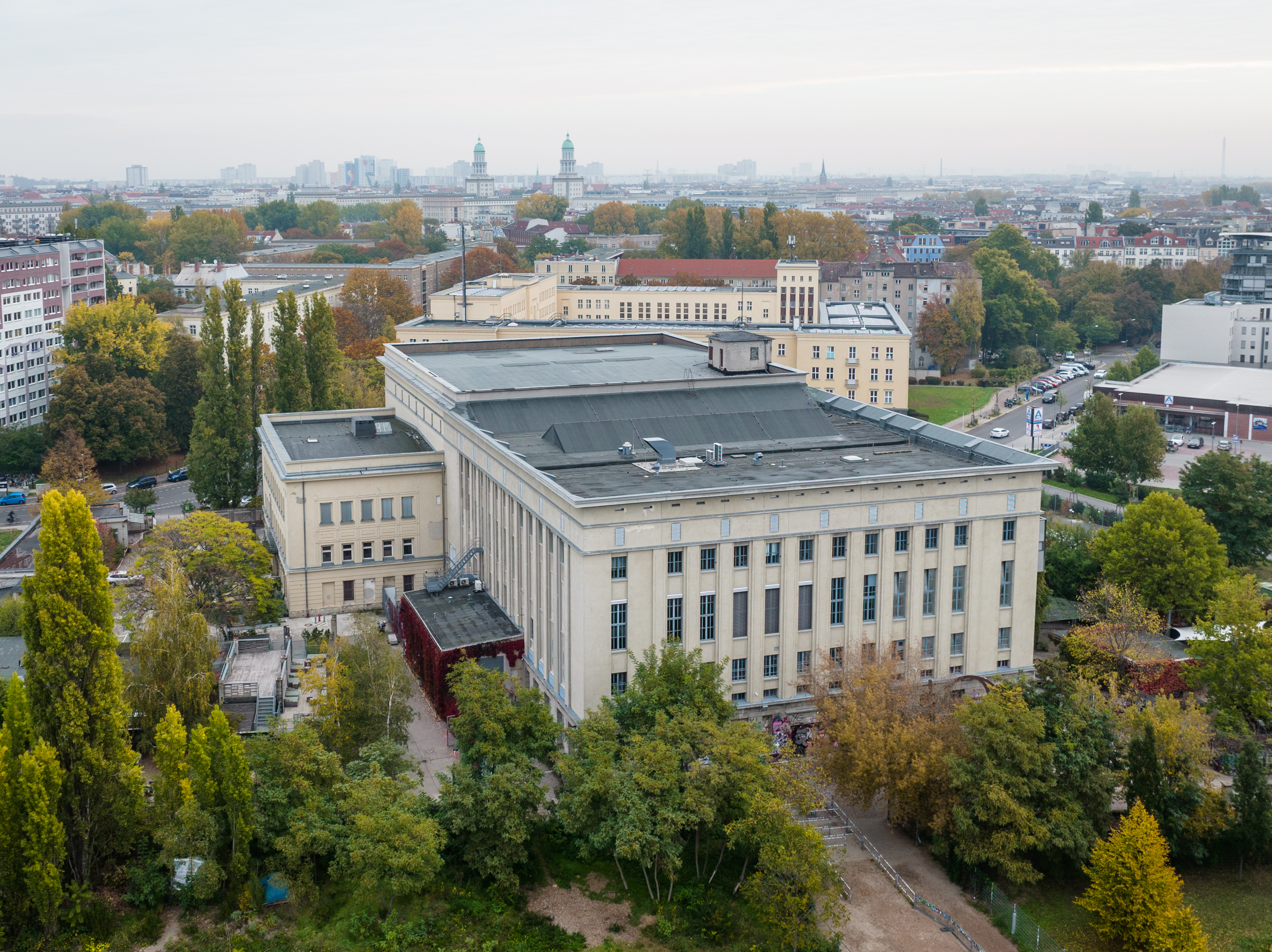
Техно-клуб Berghain фасадная сторона

Berghain — ночной техно-клуб в Берлине. Своё название получил от названия берлинского района Фридрихсхайн-Кройцберг — Кройцберг и Фридрихсхайн. В апреле 2009 года Berghain занял первое место в списке «Ста лучших клубов мира» по версии английского журнала DJmag. Неоднократно признавался лучшим немецким клубом по опросам читателей немецких музыкальных журналов Groove и DeBug. Владельцами клуба являются Михаэль Тойфеле (нем. Michael Teufele) и Норберт Торманн (нем. Norbert Thormann). У клуба есть собственный музыкальный лейбл — Ostgut Ton.

## Предыстория
Клуб Berghain возник из берлинского техно-клуба Ostgut, который существовал с 1998 по 2003 год, и был известен своими фетишистскими, гей- и секс-вечеринками. Клуб располагался на складе бывшей товарной станции неподалёку от Восточного вокзала и считался одним из центров берлинской техно-культуры. 6 января 2003 года в нём состоялась последняя полноценная клубная вечеринка. В 2004 году, спустя примерно год после закрытия, при строительстве стадиона «O2 World», здание было снесено. С декабря 2004 года бывшие владельцы этого места и большая часть их команды, открыла значительно более крупный клуб — Berghain. В 2010 году здание, в котором располагается Berghain было перестроено и отремонтировано.

## Внутреннее убранство клуба
Клуб находится в помещении бывшей электростанции, неподалёку от Восточного вокзала на территории старого восточного вокзала. Само здание строилось с 1953 по 1954 год в стиле социалистического неоклассицизма. Архитектурный ансамбль Карл-Маркс-аллее, частью которого является это здание, находится под охраной государства. В связи с тем, что здание планировалось использовать под нужды техно-клуба, оно было в значительной степени перестроено.
На первом этаже здания находятся гардероб, тёмная комната и маленький бар. Здесь же находится картина работы художника Петра Натана под названием «Обряды исчезновения» (2004). картина состоит из 175 алюминиевых дисков, расположенных на площади 27×5 метров. На самой картине изображены 4 элемента, которые основываются на сильно увеличенных исторических гравюрах.
Само пространство клуба находится на втором этаже, куда можно попасть по стальной лестнице. Оно вмещает около 500 человек и имеет потолки высотой 18 м, танцпол с четырёх сторон окружён звуковыми системами производства компании Funktion One. За большой стеклянной перегородкой находится ещё один бар и ещё одна тёмная комната. Несколько дальше располагается ещё один бар, называемый Klobar, туалетный бар, за которым находятся туалетные кабинки без разделения по половому признаку.
Весь верхний этаж занимает Panorama Bar с большими окнами, которые могут быть затемнены с помощью ставней. Здесь же выставляются крупноформатные фотографии Вольфганга Тиллманса.
Весь клуб одновременно может вместить порядка 1500 человек.

## Диджеи и музыкальная политика
Музыкальная политика клуба в основном крутится вокруг техно-музыки. В Panorama Bar чаще звучит хаус-музыка. В Berghain регулярно проходят разнообразные культурные мероприятия, например, в сотрудничестве с Staatsballett Berlin были организованы мероприятия Shut Up And Dance и MAASE. Ежемесячно происходят встречи электроакустического салона или фотовыставки, такие как 13 Monde Свена Марквардта (нем. Sven Marquardt), одного из фейсконтрольщиков этого клуба.

## Культурная значимость
По решению фискального суда Берлин-Бранденбург в городе Котбус Бергхайн официально считается местом, имеющим культурную значимость и вместо обычной налоговой ставки в 19 %, платит пониженную (7 %), которая применяется для музеев, театров и других подобных организаций.
Бергхайн знаменит своим строгим фейсконтролем. В интернете существует множество публикаций, спекулирующих на тему о том, как нужно выглядеть, чтобы попасть в клуб. Официальные правила, тем не менее, не известны. В интервью журналу GQ бессменный фейсконтрольщик клуба Свен Марквардт заявил, что решение о том, пускать человека в клуб, или нет, является субъективным и принимается непосредственно на месте, правил для этого нет.
В 2013 году американская певица Леди Гага выступила в клубе в рамках промо своего нового альбома Artpop.